# Вјал (Тревизо)
Вјал је насеље у Италији у округу Тревизо, региону Венето.
Према процени из 2011. у насељу је живело 235 становника. Насеље се налази на надморској висини од 177 м.